# ميخائيل روس (كاتب)
ميخائيل روس (بالإنجليزية: Michael Ross)‏ هو كاتب سيناريو ومنتج تلفزيوني أمريكي، ولد في 4 أغسطس 1919 في نيويورك في الولايات المتحدة، وتوفي في 26 مايو 2009 في لوس أنجلوس في الولايات المتحدة بسبب نوبة قلبية.

## وصلات خارجية
- مايكل روس على موقع IMDb (الإنجليزية)
- مايكل روس على موقع ألو سيني (الفرنسية)
- مايكل روس على موقع قاعدة بيانات الفيلم (الإنجليزية)
- مايكل روس على موقع كينوبويسك (الروسية)